# Скоба (такелаж)

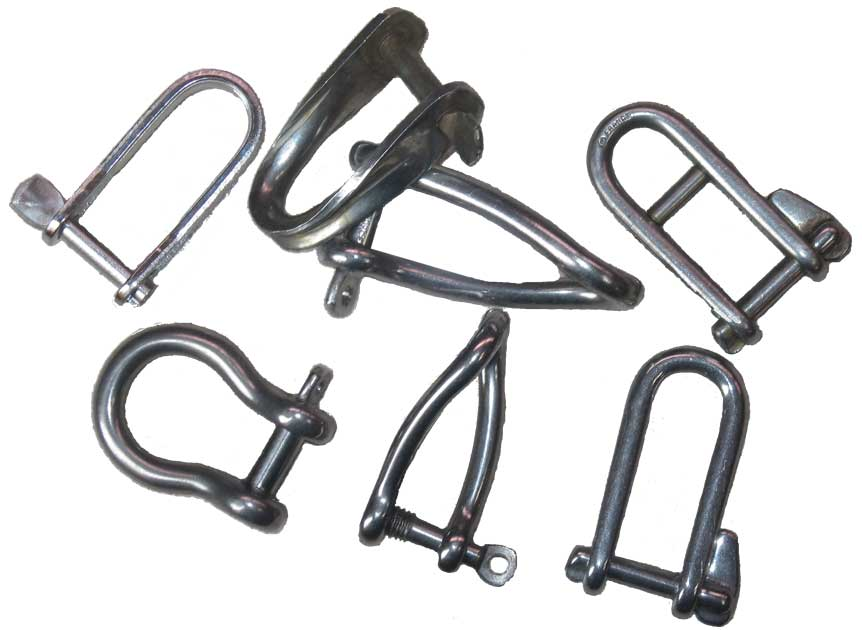
Різні види скоб.

Такелажна скоба́, кля́мра (в суднах – п’я́вка) — підковоподібно зігнутий стрижень з отворами (вушками) на кінцях, через які пропущений болт з головкою, який їх замикає. Вигнута частина скоби називається спинкою, прямі кінці — лапками. Болт у різних скоб утримується чекою або шпилькою, пропущеними крізь нього, або гайкою, що нагвинчується на його кінець.
Широко використовується для з'єднання трьох елементів такелажу, де необхідно надійне роз'ємне з'єднання, для з'єднання частин такелажу між собою і приєднання такелажу до вітрил. Наприклад, цими скобами кріплять фали до фалових кутів вітрил, нею фіксується положення гіка після кріплення грота за відповідну оковку біля п'яти. Також використовується як елемент з'єднання якірного троса (ланцюга) з веретеном якоря.
Різновид такелажної скоби, що служить для з'єднання між собою такелажних ланцюгів або для закріплення корінних кінців бакштагів труб і шлюпбалок тощо, називається такелажною з'єднувальною скобою.
Найслабша частина скоби — її вушка. Робочий натяг скоби Р у тоннах приблизно визначається за формулою: P = d/2, де d — діаметр стрижня в см.